# Un vampiro para dos
Pour plus de détails, voir Fiche technique et Distribution.
Un vampiro para dos est un film d'horreur espagnol réalisé par Pedro Lazaga en 1965.

## Synopsis
Un couple marié décide de partir en Allemagne à la recherche d'un travail. Ils finissent par trouver un emploi de domestiques au sein d'un château habité par un Baron étrange, qui en réalité est un vampire.

## Fiche technique
- Titre original : Un vampiro para dos
- Réalisation : Pedro Lazaga
- Scénario : José Maria Palacio
- Musique : Antón García Abril
- Photographie : Eloy Mela
- Pays d'origine :  Espagne
- Format : noir et blanc
- Durée : 91 minutes
- Genre : Comédie horrifique et fantastique
- Date de sortie : 1965

## Distribution
- Gracita Morales : Luisita
- José Luis López Vázquez : Pablo Pardo
- Fernando Fernán Gómez : Baron de Rosenthal
- Trini Alonso : Nosferata